# Football Club Internazionale Milano 2006-2007
Questa voce raccoglie le informazioni riguardanti il Football Club Internazionale Milano nelle competizioni ufficiali della stagione 2006-2007.

## Stagione

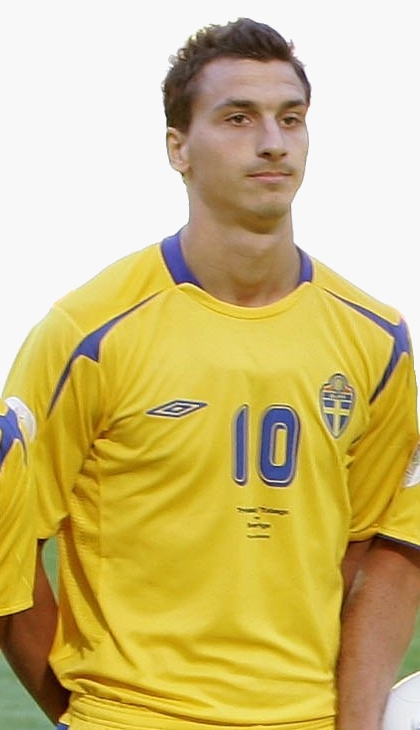
Zlatan Ibrahimović, acquistato dalla : lo svedese diede un apporto decisivo alla conquista del titolo nazionale.

Insignita a tavolino del riconoscimento di campione d'Italia per la stagione 2005-06 in ragione degli accadimenti di Calciopoli, l'Inter procedette ad un importante campagna-acquisti in termini qualitativi, pur con un limitato esborso economico: a Milano giunse una coppia di terzini brasiliani formata da Maxwell, arrivato a parametro zero dopo un grave infortunio, e Maicon proveniente dal Monaco e in seguito affermatosi come uno dei migliori interpreti in assoluto, con Fabio Grosso acquistato poco prima l'inizio del mondiale e poi diventato l'«eroe» di Berlino a condividerne il ruolo. In mediana il francese Vieira proveniente dalla Juventus così come Ibrahimović, affiancato in avanti dal rientrante Crespo in prestito dal Chelsea, preso dopo aver accantonato l'idea Luca Toni.
L'apporto di forze fresche risultava decisivo già dal primo appuntamento stagionale, ovvero una Supercoppa italiana contesa dalla Roma di Spalletti: il passivo di 1-3 nella prima frazione veniva equilibrato durante la ripresa, con una punizione di Figo nell'overtime a suggellare vittoria e trofeo.
Un improvviso lutto colpiva la società il 4 settembre 2006, col decesso di Giacinto Facchetti dopo una lunga malattia: per onorare la memoria del presidente – subentrato a Massimo Moratti nel 2004 e rimpiazzato proprio da questi in seguito alla scomparsa – i calciatori vestirono una fascia nera al braccio durante la trasferta di Firenze che inaugurava il campionato, manifestazione di cui la compagine meneghina divenne l'unica sempre presente a causa del declassamento bianconero.
Espugnato con sofferenza il Franchi, gli uomini di Mancini si fecero imbrigliare dalla Sampdoria una settimana più tardi: cogliendo i 3 punti all'Olimpico con rete di Crespo, il risicato successo contro il Chievo restituiva un primato solitario assente dal 9 febbraio 2003. Passava agli annali anche la rocambolesca stracittadina vinta il 28 ottobre 2006, terminata con ben 7 marcature e un cartellino rosso sventolato a Materazzi: reduci da una goleada al Livorno, i nerazzurri aprivano contro gli stessi labronici un filotto-record di 17 affermazioni consecutive che si sarebbe protratto sino al 25 febbraio 2007.
Maggiore preoccupazione destava almeno in avvio la campagna europea, che pure consentì al capitano Javier Zanetti di superare le 100 presenze: con gli argentini Cruz e Crespo rispettivi «giustizieri» di Spartak Mosca e Sporting Lisbona, la squadra – frattanto chiamata alla difesa del titolo in coppa nazionale – poneva rimedio alle sconfitte conosciute dai lusitani e dal Bayern Monaco nelle giornate iniziali.
L'ambiente viveva con serenità la pausa natalizia, dopo aver conseguito il passaggio del turno alle spalle dei bavaresi e imposto una crescente egemonia al campionato: violata la capitale in versione laziale come non accadeva dal 3 marzo 1996, i 48 punti in classifica legittimavano il simbolico titolo d'inverno. Ad archiviare la fase d'andata un 3-1 inflitto al Torino, con lo stadio granata teatro di una celebre rete di Ibrahimović.

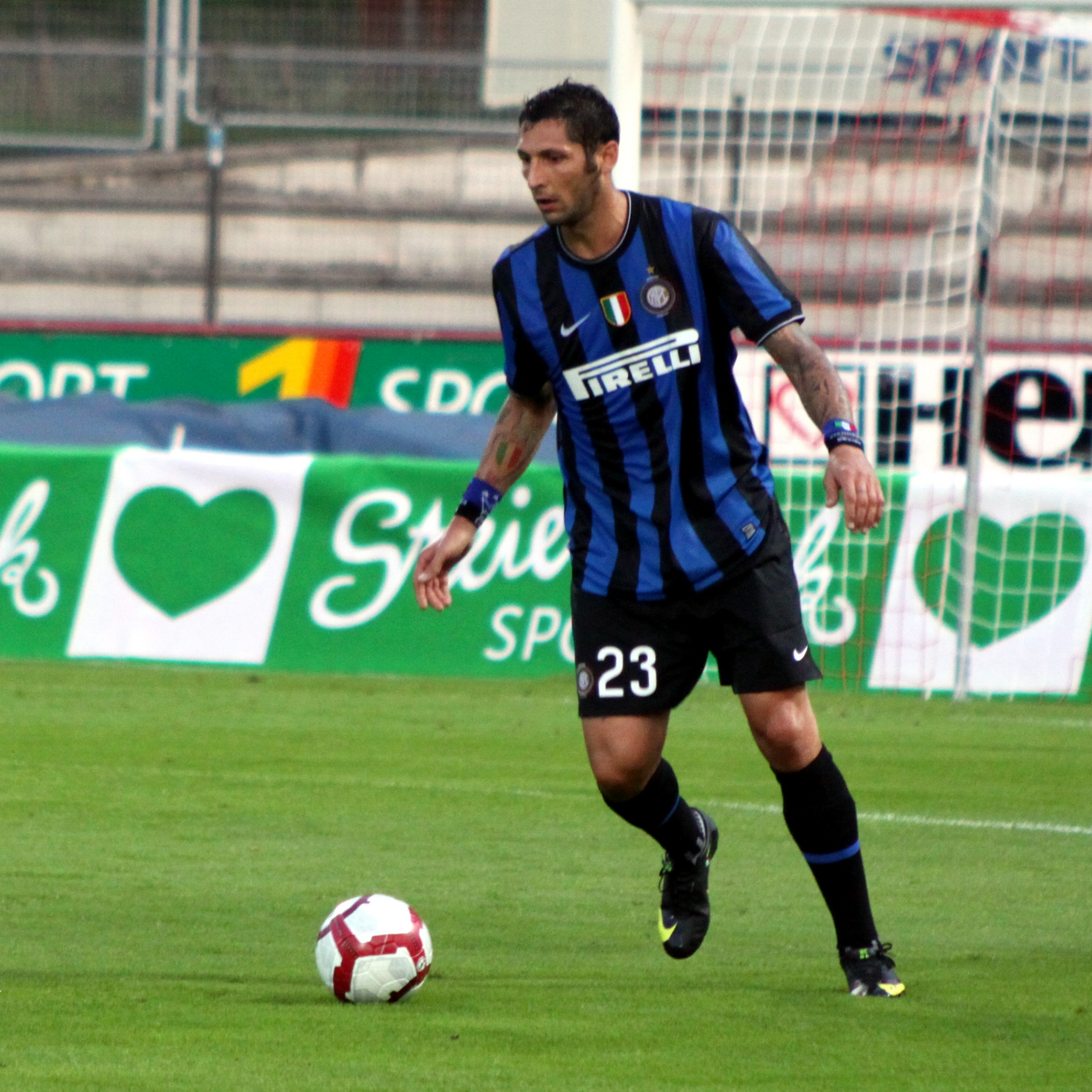
Marco Materazzi, uno dei protagonisti dello Scudetto da record nerazzurro: il difensore centrale mise a segno 10 reti in campionato, tra cui la doppietta decisiva per la vittoria aritmetica del torneo.

A gettare un'ombra d'incertezza sull'esito apparso ormai scontato del torneo – tanto che una quota di allibratori dichiarò vincenti in anticipo le scommesse relative al nome della prima classificata – concorse il rinvio della partita coi giallorossi, il cui ritardo dalla vetta ammontava a 11 lunghezze nel mese di febbraio: rituffatasi quindi in coppa, l'Inter impattava contro il Valencia nel primo round degli ottavi di finale per un 2-2 che obbligava al bottino pieno in campo iberico per poter passare il turno.
L'ultima tappa della summenzionata striscia positiva era localizzata a Cesena, con l'Udinese a porle quindi termine: il risultato «a occhiali» maturato al Mestalla decretava poi l'eliminazione europea per la regola dei gol in trasferta, contornato da una violenta rissa esplosa al fischio finale e avente come conseguenza la frattura del setto nasale per Burdisso.
Domenica 11 marzo 2007 un successo in rimonta nel derby – con l'ex Ronaldo a illudere temporaneamente i rossoneri –, portò il vantaggio nei confronti dei romani ampliatosi addirittura a +20 al sopraggiungere della primavera: il recupero della gara coi capitolini segnò l'unica piccola delusione del campionato, frantumando peraltro una serie positiva di 33 incontri senza battute d'arresto inaugurata il 7 maggio 2006.
L'appuntamento con la festa-scudetto risultò solamente rimandato al 22 aprile 2007, quando una doppietta di Materazzi a Siena regolava i toscani determinando l'aritmetica vittoria del tricolore anche a causa del knock-out che l'inseguitrice subiva a Bergamo: le uniche campioni d'Italia a cucirsi lo Scudetto sulle divise con 5 gare di anticipo erano state in precedenza Torino e Fiorentina, rispettivamente nelle stagioni 1947-48 e 1955-56. Una succosa «rivincita» per l'opponente di Spalletti ebbe luogo in Coppa Italia, dove il roboante 6-2 dell'andata indirizzò de fatco le sorti del confronto: a San Siro andava poi in scena una gara terminata 2-1, col nome dell'avversaria iscritto nell'albo d'oro dopo un fallimentare biennio in tal senso.
La cifra di 97 punti in campionato – utile a sancire un distacco da record di +22 nei confronti della Lupa – verrà ritoccata dalla Juventus nel torneo 2013-14 giungendo a quota 102, mentre un ruolino di marcia esterno senza alcuna sconfitta richiamò i precedenti dei succitati viola (1969) e dei concittadini (1988 e 1993): sempre in campo avverso si registrò il primato di 11 match vinti uno dietro l'altro, nel periodo occorso dal derby d'andata alla trasferta ascolana del ritorno.
Una celebrazione storica alla vittoria del titolo – assente sul campo dall'era di Trapattoni – interessò anche il comune di Novate Milanese, il cui sindaco Luigi Silva si dichiarò di fede rossonera: la Via Garibaldi fu infatti rinominata "Via XV Scudetto, anno dei record 2006-2007".

## Divise e sponsor
Lo sponsor tecnico per la stagione 2006-2007 fu la Nike, mentre lo sponsor ufficiale fu Pirelli.
| 1ª divisa | 2ª divisa | 1ª div. portiere | 2ª div. portiere | 3ª div. portiere |

## Organigramma societario
Area direttiva
- Presidente: Massimo Moratti

Area tecnica
- Direttore area tecnica: Marco Branca
- Consulente di mercato e add. rapp. 1ª squadra: Gabriele Oriali
- Allenatore: Roberto Mancini
- Viceallenatore: Siniša Mihajlović
- Assistente tecnico: Fausto Salsano, Dario Marcolin
- Preparatori dei portieri: Giulio Nuciari
- Responsabile dei preparatori atletici: Ivan Carminati
- Preparatori atletici: Claudio Gaudino, Gian Nicola Bisciotti

Area sanitaria
- Direttore area medica: Franco Combi
- Medico: Giorgio Panico
- Massaggiatori e fisioterapisti: Marco Della Casa, Massimo Della Casa, Andrea Galli, Luigi Sessolo, Alberto Galbiati, Sergio Viganò

## Rosa
| N. |                       | Ruolo | Calciatore                |
| -- | --------------------- | ----- | ------------------------- |
| 1  | Italia (bandiera)     | P     | Francesco Toldo           |
| 2  | Colombia (bandiera)   | D     | Iván Córdoba              |
| 4  | Argentina (bandiera)  | D     | Javier Zanetti (capitano) |
| 5  | Serbia (bandiera)     | C     | Dejan Stanković           |
| 6  | Brasile (bandiera)    | C     | Maxwell                   |
| 7  | Portogallo (bandiera) | C     | Luís Figo                 |
| 8  | Svezia (bandiera)     | A     | Zlatan Ibrahimović        |
| 9  | Argentina (bandiera)  | A     | Julio Cruz                |
| 10 | Brasile (bandiera)    | A     | Adriano                   |
| 11 | Italia (bandiera)     | D     | Fabio Grosso              |
| 12 | Brasile (bandiera)    | P     | Júlio César               |
| 13 | Brasile (bandiera)    | D     | Maicon                    |
| 14 | Francia (bandiera)    | C     | Patrick Vieira            |
| 15 | Francia (bandiera)    | C     | Olivier Dacourt           |
| 16 | Argentina (bandiera)  | D     | Nicolás Burdisso          |
| 17 | Italia (bandiera)     | D     | Francesco Coco            |
| 18 | Argentina (bandiera)  | A     | Hernán Crespo             |
| 19 | Argentina (bandiera)  | C     | Esteban Cambiasso         |
| 20 | Uruguay (bandiera)    | A     | Álvaro Recoba             |
| 21 | Argentina (bandiera)  | C     | Santiago Solari           |
| 22 | Italia (bandiera)     | P     | Paolo Orlandoni           |
| 23 | Italia (bandiera)     | D     | Marco Materazzi           |
| 25 | Argentina (bandiera)  | D     | Walter Samuel             |
| 34 | Italia (bandiera)     | D     | Luca Ceccarelli           |
| 35 | Italia (bandiera)     | P     | Paolo Tornaghi            |
| 36 | Italia (bandiera)     | D     | Simone Fautario           |
| 37 | Italia (bandiera)     | P     | Luca Bonfiglio            |
| 38 | Italia (bandiera)     | D     | Daniel Semenzato          |
| 39 | Italia (bandiera)     | P     | Davide Ciceri             |
| 40 | Italia (bandiera)     | D     | Andrea Delledonne         |

| N. |                           | Ruolo | Calciatore          |
| -- | ------------------------- | ----- | ------------------- |
| 41 | Italia (bandiera)         | D     | Ivan Marconi        |
| 42 | Italia (bandiera)         | D     | Daniele Marino      |
| 43 | Italia (bandiera)         | D     | Andrea Mei          |
| 44 | Italia (bandiera)         | D     | Marco Modolo        |
| 45 | Italia (bandiera)         | A     | Aiman Napoli        |
| 46 | Italia (bandiera)         | D     | Dennis Esposito     |
| 47 | Italia (bandiera)         | C     | Francesco Bolzoni   |
| 48 | Italia (bandiera)         | C     | Roberto De Filippis |
| 49 | Italia (bandiera)         | C     | Luca Siligardi      |
| 50 | Belgio (bandiera)         | C     | Ibrahim Maaroufi    |
| 51 | Italia (bandiera)         | D     | Leonardo Bonucci    |
| 52 | Tunisia (bandiera)        | C     | Tijani Belaid       |
| 53 | Italia (bandiera)         | C     | Matteo Marinoni     |
| 53 | Camerun (bandiera)        | C     | Daniel Maa Boumsong |
| 53 | Italia (bandiera)         | A     | Mario Balotelli     |
| 54 | Italia (bandiera)         | C     | Gabriele Puccio     |
| 55 | Italia (bandiera)         | D     | Davide Fais         |
| 56 | Italia (bandiera)         | D     | Ignazio Cocchiere   |
| 57 | Ungheria (bandiera)       | C     | Attila Filkor       |
| 58 | Francia (bandiera)        | C     | Jonathan Biabiany   |
| 59 | Italia (bandiera)         | A     | Gianluca Litteri    |
| 60 | Uruguay (bandiera)        | C     | Sebastián Ribas     |
| 62 | Ghana (bandiera)          | A     | Basty Kyeremateng   |
| 62 | Italia (bandiera)         | D     | Giuseppe Figliomeni |
| 77 | Italia (bandiera)         | D     | Marco Andreolli     |
| 79 | Uruguay (bandiera)        | P     | Fabián Carini       |
| 89 | Svezia (bandiera)         | A     | Goran Slavkovski    |
| 91 | Argentina (bandiera)      | C     | Mariano González    |
| 95 | Costa d'Avorio (bandiera) | C     | Abdoulaye Diarra    |
| 99 | Grecia (bandiera)         | A     | Lampros Choutos     |

## Calciomercato
| Acquisti | Acquisti           | Acquisti | Acquisti                         |
| R.       | Nome               | da       | Modalità                         |
| -------- | ------------------ | -------- | -------------------------------- |
| D        | Maicon             | Monaco   | definitivo (6 milioni €)         |
| D        | Fabio Grosso       | Palermo  | definitivo (5,5 milioni €)       |
| C        | Patrick Vieira     | Juventus | definitivo (9,5 milioni €)       |
| C        | Olivier Dacourt    | Roma     | definitivo (0 €)                 |
| C        | Mariano González   | Palermo  | prestito                         |
| A        | Zlatan Ibrahimović | Juventus | definitivo (24 milioni €)        |
| A        | Hernán Crespo      | Chelsea  | prestito con diritto di riscatto |

| Cessioni | Cessioni             | Cessioni      | Cessioni                     |
| R.       | Nome                 | a             | Modalità                     |
| -------- | -------------------- | ------------- | ---------------------------- |
| D        | Giuseppe Favalli     | Milan         | definitivo (0 €)             |
| D        | Zé Maria             | Levante       | definitivo (0 €)             |
| D        | Siniša Mihajlović    |               | fine carriera                |
| C        | Juan Sebastián Verón | Chelsea       | fine prestito                |
| C        | Cristiano Zanetti    | Juventus      | definitivo (0 €)             |
| C        | David Pizarro        | Roma          | comproprietà (6,5 milioni €) |
| A        | Obafemi Martins      | Newcastle Utd | definitivo (15 milioni €)    |

## Risultati

### Serie A

#### Girone di andata
| Arbitro: | Rosetti (Torino) |

|               |           |                                    |
| Toni 68’, 79’ | Marcatori | 11’, 41’ Cambiasso 62’ Ibrahimović |

| Arbitro: | Tagliavento (Terni) |

|                    |           |                   |
| Bonanni 80’ (aut.) | Marcatori | 48’ (rig.) Flachi |

| Arbitro: | Rizzoli (Bologna) |

|  |           |            |
|  | Marcatori | 44’ Crespo |

| Arbitro: | Giannoccaro (Lecce) |

|                                          |           |                                                 |
| Crespo 11’, 70’ Samuel 58’ Stanković 64’ | Marcatori | 77’ (rig.) Pellissier 86’ Tiribocchi 89’ Brighi |

| Arbitro: | Messina (Bergamo) |

|                |           |            |
| L. Colucci 17’ | Marcatori | 38’ Grosso |

| Arbitro: | Mazzoleni (Bergamo) |

|                    |           |             |
| Stanković 29’, 76’ | Marcatori | 16’ Mascara |

| Udine 22 ottobre 2006, ore 15:00 CEST 7ª giornata | Udinese       | 0 – 0 referto | Inter | Stadio Friuli (19.969 spett.)\| Arbitro: \| Pieri (Lucca) \| |
| Arbitro:                                          | Pieri (Lucca) |               |       |                                                              |

| Arbitro: | Saccani (Mantova) |

|                                                           |           |                  |
| Pfertzel 2’ (aut.) Materazzi 13’ Ibrahimović 71’ Cruz 78’ | Marcatori | 70’ C. Lucarelli |

| Arbitro: | Farina (Novi Ligure) |

|                                    |           |                                                        |
| Seedorf 50’ Gilardino 76’ Kaká 91’ | Marcatori | 17’ Crespo 22’ Stanković 48’ Ibrahimović 69’ Materazzi |

| Arbitro: | Banti (Livorno) |

|                               |           |  |
| Zanetti 41’ Cudini 53’ (aut.) | Marcatori |  |

| Arbitro: | Saccani (Mantova) |

|           |           |                          |
| Budan 26’ | Marcatori | 15’ Ibrahimović 92’ Cruz |

| Arbitro: | Rocchi (Firenze) |

|           |           |  |
| Crespo 4’ | Marcatori |  |

| Arbitro: | Rosetti (Torino) |

|            |           |                           |
| Amauri 46’ | Marcatori | 7’ Ibrahimović 61’ Vieira |

| Arbitro: | De Marco (Chiavari) |

|                         |           |  |
| Burdisso 11’ Crespo 51’ | Marcatori |  |

| Arbitro: | Ayroldi (Molfetta) |

|  |           |                                       |
|  | Marcatori | 60’ Crespo 78’ Ibrahimović 87’ Samuel |

| Arbitro: | Stefanini (Prato) |

|                               |           |  |
| Materazzi 49’ Ibrahimović 59’ | Marcatori |  |

| Arbitro: | Rocchi (Firenze) |

|  |           |                             |
|  | Marcatori | 39’ Cambiasso 85’ Materazzi |

| Arbitro: | Bertina (Arezzo) |

|                              |           |          |
| Adriano 65’ Loria 75’ (aut.) | Marcatori | 17’ Doni |

| Arbitro: | Saccani (Mantova) |

|           |           |                                                  |
| Fiore 59’ | Marcatori | 25’ Adriano 60’ Ibrahimović 85’ (rig.) Materazzi |

#### Girone di ritorno
| Arbitro: | Morganti (Ascoli Piceno) |

|                                           |           |         |
| Stanković 20’ Adriano 24’ Ibrahimović 70’ | Marcatori | 5’ Toni |

| Arbitro: | Rizzoli (Bologna) |

|  |           |                            |
|  | Marcatori | 38’ Ibrahimović 75’ Maicon |

| Arbitro: | Trefoloni (Siena) |

|                      |           |                                     |
| Materazzi 52’ (rig.) | Marcatori | 43’ Perrotta 89’ Totti 95’ Cassetti |

| Arbitro: | Messina (Bergamo) |

|  |           |                       |
|  | Marcatori | 1’ Adriano 51’ Crespo |

| Arbitro: | Trefoloni (Siena) |

|              |           |  |
| Burdisso 11’ | Marcatori |  |

| Arbitro: | Bertini (Arezzo) |

|                        |           |                                                           |
| Spinesi 65’ Corona 74’ | Marcatori | 45’ Samuel 49’ Solari 57’ Grosso 67’ Ibrahimović 78’ Cruz |

| Arbitro: | Bergonzi (Genova) |

|            |           |           |
| Crespo 66’ | Marcatori | 47’ Obodo |

| Arbitro: | Morganti (Ascoli Piceno) |

|                  |           |                          |
| C. Lucarelli 27’ | Marcatori | 35’ Cruz 66’ Ibrahimović |

| Arbitro: | Rizzoli (Bologna) |

|                          |           |             |
| Cruz 54’ Ibrahimović 75’ | Marcatori | 40’ Ronaldo |

| Arbitro: | Rosetti (Torino) |

|                      |           |                      |
| Bonanni 90+3’ (rig.) | Marcatori | 65’, 73’ Ibrahimović |

| Arbitro: | Farina (Novi Ligure) |

|                        |           |  |
| Maxwell 55’ Crespo 70’ | Marcatori |  |

| Reggio Calabria 7 aprile 2007, ore 15:00 CEST 31ª giornata | Reggina          | 0 – 0 referto | Inter | Stadio Oreste Granillo (18.506 spett.)\| Arbitro: \| Bertini (Arezzo) \| |
| Arbitro:                                                   | Bertini (Arezzo) |               |       |                                                                          |

| Arbitro: | Rizzoli (Bologna) |

|                      |           |                            |
| Cruz 67’ Adriano 74’ | Marcatori | 3’ Caracciolo 46’ Zaccardo |

| Arbitro: | Ayroldi (Molfetta) |

|           |           |                           |
| Negro 21’ | Marcatori | 18’, 61’ (rig.) Materazzi |

| Arbitro: | Damato (Barletta) |

|                                   |           |             |
| Cruz 28’ Recoba 59’ Stanković 60’ | Marcatori | 57’ Saudati |

| Arbitro: | Celi (Campobasso) |

|  |           |            |
|  | Marcatori | 72’ Crespo |

| Arbitro: | Banti (Livorno) |

|                                    |           |                                              |
| Crespo 20’, 35’, 81’ Materazzi 85’ | Marcatori | 3’ (aut.) Materazzi 5’ Mutarelli 41’ Ledesma |

| Arbitro: | Romeo (Verona) |

|                   |           |                 |
| Ferreira Pinto 9’ | Marcatori | 48’ (rig.) Figo |

| Arbitro: | Orsato (Schio) |

|                                                 |           |  |
| Materazzi 12’ (rig.) Maicon 60’ Figo 67’ (rig.) | Marcatori |  |

### Coppa Italia

#### Fase finale
| Arbitro: | Stefanini (Prato) |

|  |           |          |
|  | Marcatori | 40’ Cruz |

| Arbitro: | Squillace (Catanzaro) |

|                                              |           |  |
| Burdisso 27’, 71’ González 37’ Andreolli 61’ | Marcatori |  |

| Arbitro: | Morganti (Ascoli Piceno) |

|  |           |                         |
|  | Marcatori | 71’ Adriano 91’ Córdoba |

| Arbitro: | Squillace (Catanzaro) |

|                          |           |  |
| Cambiasso 28’ Grosso 77’ | Marcatori |  |

| Arbitro: | Tagliavento (Terni) |

|  |           |                             |
|  | Marcatori | 9’, 55’ Burdisso 24’ Crespo |

| Milano 1º febbraio 2007, ore 21:00 CEST Semifinale - Ritorno | Inter           | 0 – 0 referto | Sampdoria | Stadio Giuseppe Meazza\| Arbitro: \| Brighi (Cesena) \| |
| Arbitro:                                                     | Brighi (Cesena) |               |           |                                                         |

| Arbitro: | Saccani (Mantova) |

|                                                                |           |                 |
| Totti 1’ De Rossi 5’ Perrotta 16’ Mancini 30’ Panucci 54’, 89’ | Marcatori | 20’, 56’ Crespo |

| Arbitro: | Morganti (Ascoli Piceno) |

|                     |           |              |
| Crespo 50’ Cruz 55’ | Marcatori | 84’ Perrotta |

### Champions League

#### Fase a gironi
| Arbitro: | Hamer |

|             |           |  |
| Caneira 64’ | Marcatori |  |

| Arbitro: | Bennett |

|  |           |                            |
|  | Marcatori | 81’ Pizarro 90+1’ Podolski |

| Arbitro: | Layec |

|             |           |                         |
| Cruz 2’, 9’ | Marcatori | 54’ (rig.) Pavlyuchenko |

| Arbitro: | Bo Larsen |

|  |           |         |
|  | Marcatori | 1’ Cruz |

| Arbitro: | De Bleeckere |

|            |           |  |
| Crespo 36’ | Marcatori |  |

| Arbitro: | Medina Cantalejo |

|            |           |              |
| Makaay 62’ | Marcatori | 90+1’ Vieira |

#### Fase ad eliminazione diretta
| Arbitro: | Hansson |

|                          |           |                     |
| Cambiasso 29’ Maicon 76’ | Marcatori | 64’ Villa 86’ Silva |

| Valencia 6 marzo 2007, ore 20:45 CEST Ottavi di finale - Ritorno | Valencia | 0 – 0 referto | Inter | Stadio Mestalla (55.000 spett.)\| Arbitro: \| Stark \| |
| Arbitro:                                                         | Stark    |               |       |                                                        |

### Supercoppa italiana
| Arbitro: | Saccani (Mantova) |

|                                     |           |                               |
| Vieira 44’, 74’ Crespo 65’ Figo 94’ | Marcatori | 13’ Mancini 25’, 34’ Aquilani |

## Statistiche

### Statistiche di squadra
Statistiche aggiornate al 27 maggio 2007.
| Competizione        | Punti | In casa | In casa | In casa | In casa | In trasferta | In trasferta | In trasferta | In trasferta | Totale | Totale | Totale | Totale | Gf  | Gs | D.R |
| Competizione        | Punti | G       | V       | N       | P       | G            | V            | N            | P            | G      | V      | N      | P      | Gf  | Gs | D.R |
| ------------------- | ----- | ------- | ------- | ------- | ------- | ------------ | ------------ | ------------ | ------------ | ------ | ------ | ------ | ------ | --- | -- | --- |
| Serie A             | 97    | 19      | 15      | 3       | 1       | 19           | 15           | 4            | 0            | 38     | 30     | 7      | 1      | 80  | 34 | 46  |
| Coppa Italia        | -     | 4       | 3       | 1       | 0       | 4            | 3            | 0            | 1            | 8      | 6      | 1      | 1      | 15  | 7  | 8   |
| Champions League    | 10    | 4       | 2       | 1       | 1       | 4            | 1            | 2            | 1            | 8      | 3      | 3      | 2      | 7   | 7  | 0   |
| Supercoppa italiana | -     | 1       | 1       | 0       | 0       | -            | -            | -            | -            | 1      | 1      | 0      | 0      | 4   | 3  | 1   |
| Totale              | -     | 28      | 21      | 5       | 2       | 27           | 19           | 6            | 2            | 55     | 40     | 11     | 4      | 106 | 51 | 55  |

### Andamento in campionato
| Giornata  | 1 | 2 | 3 | 4 | 5 | 6 | 7 | 8 | 9 | 10 | 11 | 12 | 13 | 14 | 15 | 16 | 17 | 18 | 19 | 20 | 21 | 22 | 23 | 24 | 25 | 26 | 27 | 28 | 29 | 30 | 31 | 32 | 33 | 34 | 35 | 36 | 37 | 38 |
| --------- | - | - | - | - | - | - | - | - | - | -- | -- | -- | -- | -- | -- | -- | -- | -- | -- | -- | -- | -- | -- | -- | -- | -- | -- | -- | -- | -- | -- | -- | -- | -- | -- | -- | -- | -- |
| Luogo     | T | C | T | C | T | C | T | C | T | C  | T  | C  | T  | C  | T  | C  | T  | C  | T  | C  | T  | C  | T  | C  | T  | C  | T  | C  | T  | C  | T  | C  | T  | C  | T  | C  | T  | C  |
| Risultato | V | N | V | V | N | V | N | V | V | V  | V  | V  | V  | V  | V  | V  | V  | V  | V  | V  | V  | P  | V  | V  | V  | N  | V  | V  | V  | V  | N  | N  | V  | V  | V  | V  | N  | V  |
| Posizione | 4 | 4 | 3 | 1 | 3 | 1 | 2 | 1 | 1 | 1  | 2  | 1  | 1  | 1  | 1  | 1  | 1  | 1  | 1  | 1  | 1  | 1  | 1  | 1  | 1  | 1  | 1  | 1  | 1  | 1  | 1  | 1  | 1  | 1  | 1  | 1  | 1  | 1  |

Fonte:  Serie A – Classifiche, su sport.sky.it, Sky Sport. URL consultato il 25 febbraio 2014 (archiviato dall'url originale l'11 settembre 2014).
Legenda:

Luogo: C = Casa; T = Trasferta. Risultato: V = Vittoria; N = Pareggio; P = Sconfitta.

### Statistiche dei giocatori
Sono in corsivo i calciatori che hanno lasciato la società a stagione in corso.
| Giocatore      | Serie A  | Serie A | Serie A     | Serie A    | Coppa Italia | Coppa Italia | Coppa Italia | Coppa Italia | Champions League | Champions League | Champions League | Champions League | Supercoppa Italiana | Supercoppa Italiana | Supercoppa Italiana | Supercoppa Italiana | Totale   | Totale | Totale      | Totale     |
| Giocatore      | Presenze | Reti    | Ammonizioni | Espulsioni | Presenze     | Reti         | Ammonizioni  | Espulsioni   | Presenze         | Reti             | Ammonizioni      | Espulsioni       | Presenze            | Reti                | Ammonizioni         | Espulsioni          | Presenze | Reti   | Ammonizioni | Espulsioni |
| -------------- | -------- | ------- | ----------- | ---------- | ------------ | ------------ | ------------ | ------------ | ---------------- | ---------------- | ---------------- | ---------------- | ------------------- | ------------------- | ------------------- | ------------------- | -------- | ------ | ----------- | ---------- |
| Adriano        | 23       | 5       | 1           | 0          | 3            | 1            | 0            | 0            | 3                | 0                | 0                | 0                | 1                   | 0                   | 0                   | 0                   | 30       | 6      | 1           | 0          |
| M. Andreolli   | 4        | 0       | 0           | 0          | 2            | 1            | 0            | 0            | 1                | 0                | 0                | 0                | 0                   | 0                   | 0                   | 0                   | 7        | 1      | 0           | 0          |
| J. Biabiany    | 0        | 0       | 0           | 0          | 1            | 0            | 0            | 0            | 0                | 0                | 0                | 0                | 0                   | 0                   | 0                   | 0                   | 1        | 0      | 0           | 0          |
| F. Bolzoni     | 0        | 0       | 0           | 0          | 1            | 0            | 0            | 0            | 0                | 0                | 0                | 0                | 0                   | 0                   | 0                   | 0                   | 1        | 0      | 0           | 0          |
| L. Bonucci     | 0        | 0       | 0           | 0          | 3            | 0            | 0            | 0            | 0                | 0                | 0                | 0                | 0                   | 0                   | 0                   | 0                   | 3        | 0      | 0           | 0          |
| N. Burdisso    | 24       | 2       | 7           | 0          | 7            | 4            | 0            | 0            | 5                | 0                | 1                | 0                | 0                   | 0                   | 0                   | 0                   | 36       | 6      | 8           | 0          |
| E. Cambiasso   | 21       | 3       | 0           | 0          | 4            | 1            | 1            | 0            | 2                | 1                | 0                | 0                | 1                   | 0                   | 1                   | 0                   | 28       | 5      | 2           | 0          |
| F. Carini      | 0        | 0       | 0           | 0          | 0            | 0            | 0            | 0            | 0                | 0                | 0                | 0                | 0                   | 0                   | 0                   | 0                   | 0        | 0      | 0           | 0          |
| I. Córdoba     | 29       | 0       | 8           | 0          | 5            | 1            | 3            | 1            | 7                | 0                | 2                | 0                | 0                   | 0                   | 0                   | 0                   | 41       | 1      | 13          | 1          |
| L. Choutos     | 1        | 0       | 0           | 0          | 2            | 0            | 0            | 0            | 0                | 0                | 0                | 0                | 0                   | 0                   | 0                   | 0                   | 3        | 0      | 0           | 0          |
| H. Crespo      | 29       | 14      | 3           | 0          | 4            | 4            | 0            | 0            | 6                | 1                | 0                | 0                | 1                   | 1                   | 0                   | 0                   | 40       | 20     | 3           | 0          |
| J. Cruz        | 15       | 7       | 2           | 0          | 4            | 2            | 0            | 0            | 4                | 3                | 0                | 0                | 0                   | 0                   | 0                   | 0                   | 23       | 12     | 2           | 0          |
| O. Dacourt     | 24       | 0       | 6           | 0          | 5            | 0            | 2            | 0            | 7                | 0                | 0                | 0                | 1                   | 0                   | 0                   | 0                   | 37       | 0      | 8           | 0          |
| S. Fautario    | 0        | 0       | 0           | 0          | 2            | 0            | 0            | 0            | 0                | 0                | 0                | 0                | 0                   | 0                   | 0                   | 0                   | 2        | 0      | 0           | 0          |
| L. Figo        | 32       | 2       | 4           | 0          | 7            | 0            | 1            | 0            | 7                | 0                | 1                | 0                | 1                   | 1                   | 0                   | 0                   | 47       | 3      | 6           | 0          |
| A. Filkor      | 0        | 0       | 0           | 0          | 2            | 0            | 0            | 0            | 0                | 0                | 0                | 0                | 0                   | 0                   | 0                   | 0                   | 2        | 0      | 0           | 0          |
| M. González    | 14       | 0       | 1           | 0          | 7            | 1            | 0            | 0            | 3                | 0                | 0                | 0                | 0                   | 0                   | 0                   | 0                   | 24       | 1      | 1           | 0          |
| F. Grosso      | 23       | 2       | 1           | 0          | 5            | 1            | 0            | 0            | 6                | 0                | 0                | 1                | 1                   | 0                   | 0                   | 0                   | 35       | 3      | 1           | 1          |
| Z. Ibrahimović | 27       | 15      | 8           | 2          | 1            | 0            | 0            | 0            | 7                | 0                | 3                | 1                | 1                   | 0                   | 0                   | 0                   | 36       | 15     | 11          | 3          |
| Júlio César    | 32       | -30     | 2           | 0          | 0            | 0            | 0            | 0            | 6                | -5               | 0                | 0                | 0                   | 0                   | 0                   | 0                   | 38       | -35    | 2           | 0          |
| I. Maaroufi    | 1        | 0       | 0           | 0          | 4            | 0            | 0            | 0            | 0                | 0                | 0                | 0                | 0                   | 0                   | 0                   | 0                   | 5        | 0      | 0           | 0          |
| Maicon         | 32       | 2       | 7           | 1          | 3            | 0            | 1            | 0            | 8                | 1                | 2                | 0                | 1                   | 0                   | 1                   | 0                   | 44       | 3      | 11          | 1          |
| M. Materazzi   | 28       | 10      | 13          | 1          | 2            | 0            | 2            | 0            | 6                | 0                | 2                | 0                | 1                   | 0                   | 0                   | 0                   | 37       | 10     | 17          | 1          |
| Maxwell        | 22       | 1       | 2           | 0          | 5            | 0            | 0            | 0            | 2                | 0                | 0                | 0                | 0                   | 0                   | 0                   | 0                   | 29       | 1      | 2           | 0          |
| P. Orlandoni   | 0        | 0       | 0           | 0          | 0            | 0            | 0            | 0            | 0                | 0                | 0                | 0                | 0                   | 0                   | 0                   | 0                   | 0        | 0      | 0           | 0          |
| A. Recoba      | 13       | 1       | 1           | 0          | 3            | 0            | 0            | 0            | 2                | 0                | 0                | 0                | 0                   | 0                   | 0                   | 0                   | 18       | 1      | 1           | 0          |
| S. Ribas       | 0        | 0       | 0           | 0          | 1            | 0            | 0            | 0            | 0                | 0                | 0                | 0                | 0                   | 0                   | 0                   | 0                   | 1        | 0      | 0           | 0          |
| W. Samuel      | 18       | 3       | 4           | 0          | 5            | 0            | 0            | 0            | 3                | 0                | 1                | 0                | 1                   | 0                   | 0                   | 0                   | 27       | 3      | 5           | 0          |
| G. Slavkovski  | 0        | 0       | 0           | 0          | 1            | 0            | 0            | 0            | 0                | 0                | 0                | 0                | 0                   | 0                   | 0                   | 0                   | 1        | 0      | 0           | 0          |
| S. Solari      | 21       | 1       | 1           | 0          | 5            | 0            | 1            | 0            | 4                | 0                | 0                | 0                | 0                   | 0                   | 0                   | 0                   | 30       | 1      | 2           | 0          |
| D. Stanković   | 34       | 6       | 11          | 0          | 3            | 0            | 0            | 0            | 7                | 0                | 1                | 0                | 1                   | 0                   | 0                   | 0                   | 45       | 6      | 12          | 0          |
| F. Toldo       | 6        | -4      | 0           | 0          | 8            | -7           | 0            | 0            | 2                | -2               | 1                | 0                | 1                   | -3                  | 0                   | 0                   | 17       | -16    | 1           | 0          |
| P. Vieira      | 20       | 1       | 8           | 1          | 3            | 0            | 2            | 0            | 4                | 1                | 2                | 1                | 1                   | 2                   | 1                   | 0                   | 28       | 4      | 13          | 2          |
| J. Zanetti     | 37       | 1       | 2           | 0          | 4            | 0            | 0            | 0            | 8                | 0                | 1                | 0                | 1                   | 0                   | 0                   | 0                   | 50       | 1      | 3           | 0          |